# Bromotheres australis
Bromotheres australis là một loài ruồi trong họ Asilidae. Bromotheres australis được Ricardo miêu tả năm 1913. Loài này phân bố ở miền Australasia.